# Tislum Møllebæk
Tislum Møllebæk este o arie protejată (arie specială de conservare — SAC, sit de importanță comunitară — SCI) din Danemarca întinsă pe o suprafață de 58 ha, integral pe uscat.

## Localizare
Centrul sitului Tislum Møllebæk este situat la coordonatele 57°27′12″N 10°15′27″E / 57.453333°N 10.2575°E.

## Înființare
Situl Tislum Møllebæk a fost declarat sit de importanță comunitară în august 2002 pentru a proteja 1 specie de animale. Situl a fost protejat și ca arie specială de conservare în decembrie 2011.

## Biodiversitate
Situată în ecoregiunea continentală, aria protejată conține 7 habitate naturale: Păduri de fag Luzulo-Fagetum, Formațiuni de Juniperus communis pe lande sau pajiști calcaroase, Mlaștini alcaline, Păduri acidofile de stejar bătrân cu Quercus robur pe câmpii nisipoase, Formațiuni ierboase bogate în specii de Nardus, dezvoltate pe substraturi silicioase în zone montane (și în zone submontane, în Europa continentală), Pajiști uscate europene, Cursuri de apă de la nivel de câmpie la nivel montan, cu vegetație Ranunculion fluitantis și Callitricho-Batrachion.
La baza desemnării sitului se află o specie protejată de  pești: cicar (Lampetra planeri).